# Абдуль-Латиф ибн Абдуррахман Аль аш-Шейх
А́бду-ль-Лати́ф ибн Абду-р-Рахма́н Аль аш-Шейх (араб. عبد اللطيف بن عبد الرحمن بن حسن آل الشيخ‎; Эд-Диръия, прим. 1810 — 1876) — исламский богослов из рода Аль Шейх, сын известного улема Абдуррахмана ибн Хасана и праправнук Мухаммада ибн Абд аль-Ваххаба.

## Биография
Абдуль-Латиф ибн Абдуррахман родился в 1225 году по хиджре (1810 год) в столице первого саудовского государства городе Эд-Диръии. Когда ему было восемь лет началась Османо-саудовская война, в которой саудиты потерпели поражение. Как и многие другие представители семей Аль Сауд и Аль Шейх, Абдуль-Латиф вместе с отцом, Абдуррахманом ибн Хасаном, был отправлен в ссылку в Египет. В Египте он провёл 31 год, в течение которых обучался у многих недждийских и египетских улемов того времени. Среди них: его отец, Абдуррахман ибн Абдуллах ибн Мухаммад ибн Абд аль-Ваххаб, Мухаммад ибн Махмуд ибн Мухаммад аль-Джазаири аль-Ханафи, Ибрахим аль-Баджури (шейх аль-Азхара), Мустафа аль-Азхари, Ахмад ас-Саиди и многие другие.
Отцу Абдуль-Латифа удалось вернуться в Неджд в 1826 году (1241 г.х.), а сам он вернулся на родину только в 1848 году (1264 г.х.). После нескольких месяцев в Эр-Рияде, Абдуль-Латиф ибн Абдуррахман отправляется в Эль-Хасу для распространения идей салафизма и пребывает там в течение двух лет. Затем он возвращается в Эр-Рияд и вместе с отцом помогает королю Фейсалу ибн Турки в установлении саудовской власти, участвует вместе с ним в нескольких военных походах.
Абдуль-Латиф ибн Абдуррахман скончался 14 числа месяца зу-ль-када 1293 года хиджры (прим. 30 ноября 1876 года).

## Семья
У Абдуль-Латифа ибн Абдуррахмана было 8 сыновей:
- Ахмад
- Абдуллах
- Абдуль-Азиз
- Ибрахим
- Мухаммад
- Умар
- Салих
- Абдуррахман

Известно, что Ахмад, который родился уже в Египте, отказался покидать Египет вместе с отцом и прожил там до конца жизни. Информация о потомстве Ахмада отсутствует. Остальные семь сыновей Абдуль-Латифа родились в Эр-Рияде и умерли там же оставив после себя многочисленное потомство, которое иногда называется Аль Абду-ль-Латиф («Семья Абдуль-Латифа»).